# Diamant (foguete)

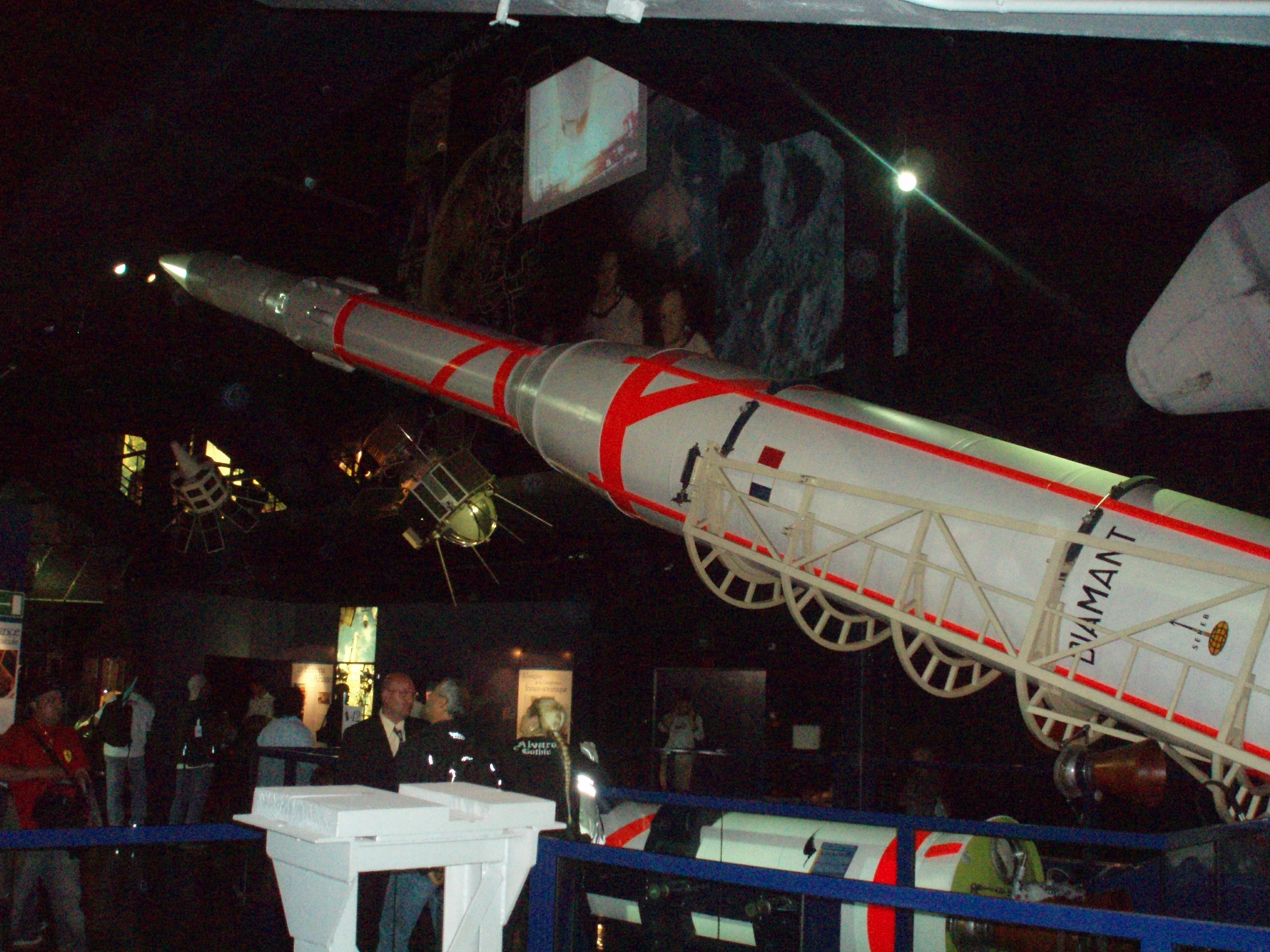
Um foguete Diamant.

O foguete Diamant (Diamant, francês para "diamante") foi o primeiro veículo de lançamento descartável, exclusivamente francês, e ao mesmo tempo, o primeiro lançador de satélites não construído pelos Estados Unidos ou pela União Soviética. Como tal, é o antecessor principal de todos os projetos posteriores de lançadores europeus. Foi derivado a partir dos  programa militares Pierres Précieuses, que incluiu os cinco protótipos Agathe, Topaze, Emeraude, Rubis e Saphir (Ágata, Topázio, Esmeralda, Rubi e Safira). O projeto do Diamant começou em 1962, como o projeto de nave espacial inaugural da agência espacial francesa, a CNES. De 12 tentativas de lançamento, entre 1965 e 1975, 9 foram bem sucedidas. Mais notoriamente, o Diamant foi usado para colocar o primeiro satélite francês, Astérix, em órbita em 26 de novembro de 1965. Apesar do sucesso, a França abandonou seu programa de lançador nacional em favor do lançador europeu Ariane em 1975. 

## Características

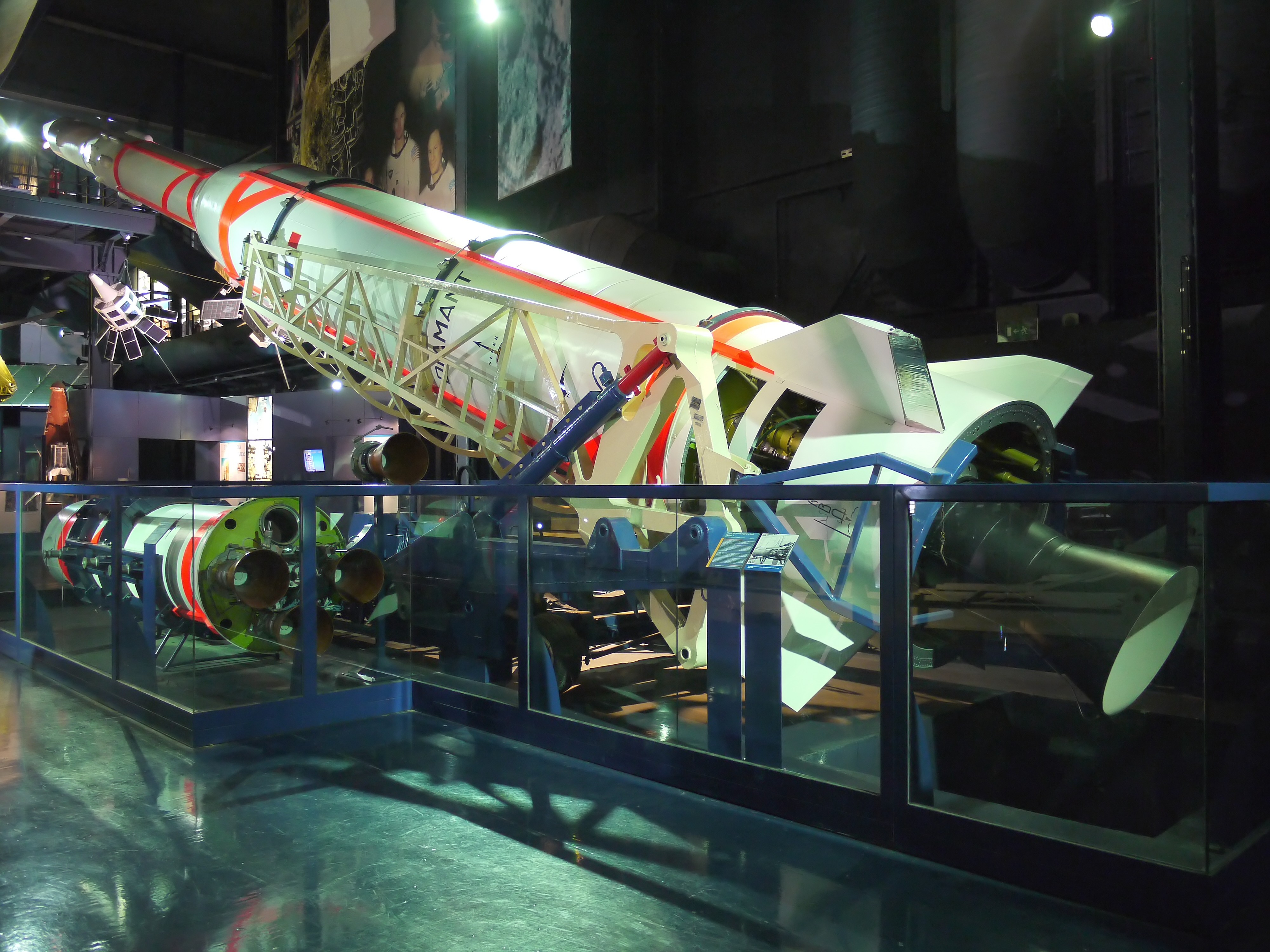
O foguete Diamant A em exposição.

O foguete media 18 metros de altura e pesava 18 toneladas.
Três versões sucessivas do foguete Diamant foram desenvolvidos, designada por A, B e BP4. Todas as versões tiveram três etapas e uma carga de aproximadamente 150 kg para uma órbita de 200 km.